# توماس نويل
توماس نويل (بالإنجليزية: Thomas Noel)‏ هو مؤرخ أمريكي، ولد في 6 مايو 1945.